# Mylène Riad
Mylène Riad, née Chollet le 31 juillet 1983, est une judokate française.

## Biographie
Elle est médaillée d'or en 2007 et médaillée de bronze en 2010 aux Championnats d'Europe par équipes de judo. Elle remporte la médaille d'or des moins de 70 kg aux Jeux de la Francophonie de 2005. Au niveau national,  elle est sacrée championne de France des moins de 70 kg en 2010.
Elle est mariée au judoka Mohamed Riad depuis 2010,.